# گری گرینجر
گری گرینجر (انگلیسی: Gary Grainger؛ زادهٔ ۲۰ اکتبر ۱۹۵۰) موسیقی‌دان، گیتارنواز ترانه‌سرا اهل بریتانیا است. وی از سال ۱۹۷۲ میلادی تاکنون مشغول فعالیت بوده‌است. وی بیشتر بابت همکاری‌هایش با راد استیوارت شناخته می‌شود.